# Wohltberg
Wohltberg ist ein Stadtteil Wolfsburgs, westlich der Innenstadt. 
Zentraler Punkt dieses Stadtteils ist der Brandenburger Platz. Dort findet ein Wochenmarkt statt, und in unmittelbarer Nähe befinden sich mehrere Geschäfte des täglichen Bedarfs.

## Geschichte
Der Stadtteil ist nach einem alten Flurnamen benannt. 1938, im Jahr der Stadtgründung, war das Gebiet des heutigen Stadtteils nicht bebaut. In den 1940er Jahren befand sich dort eine Schutthalde, die 1938 vom Rothenfelder Kalischacht dorthin verlegt worden war; der Salzteich erinnert noch heute daran.
Von 1954 bis 1960 erfolgte der Bau des Stadtteils. 1956 wurde ein inzwischen nicht mehr bestehendes Postamt am Brandenburger Platz eröffnet. 1956 wurde auch das Victoria-Kino errichtet; in dessen Gebäude befindet sich heute ein REWE-Supermarkt. 1957 begann der Unterricht in der Wohltbergschule (Volksschule VIII), auch die St.-Joseph-Kirche wurde geweiht. 1959 begann der Unterricht in der Gerhart-Hauptmann-Realschule (Mittelschule II). In den 1950er Jahren wurde auch die Kirche der Religionsgemeinschaft Apostelamt Jesu Christi erbaut, und seit den 1960er Jahren sind die Zeugen Jehovas im Stadtteil ansässig. 1961 wurde die Erlöserkirche der Evangelisch-Freikirchlichen Gemeinde Wolfsburg (Baptisten) eingeweiht, zuvor befand sich deren Kirche im Stadtteil Schillerteich.

## Politik
Der Wohltberg bildet gemeinsam mit den benachbarten Stadtteilen Eichelkamp, Hageberg, Hohenstein, Klieversberg, Laagberg und Rabenberg die Ortschaft Mitte-West, die durch einen Ortsrat vertreten wird. Ortsbürgermeister ist Sabah Enversen (SPD).

## Sehenswürdigkeiten

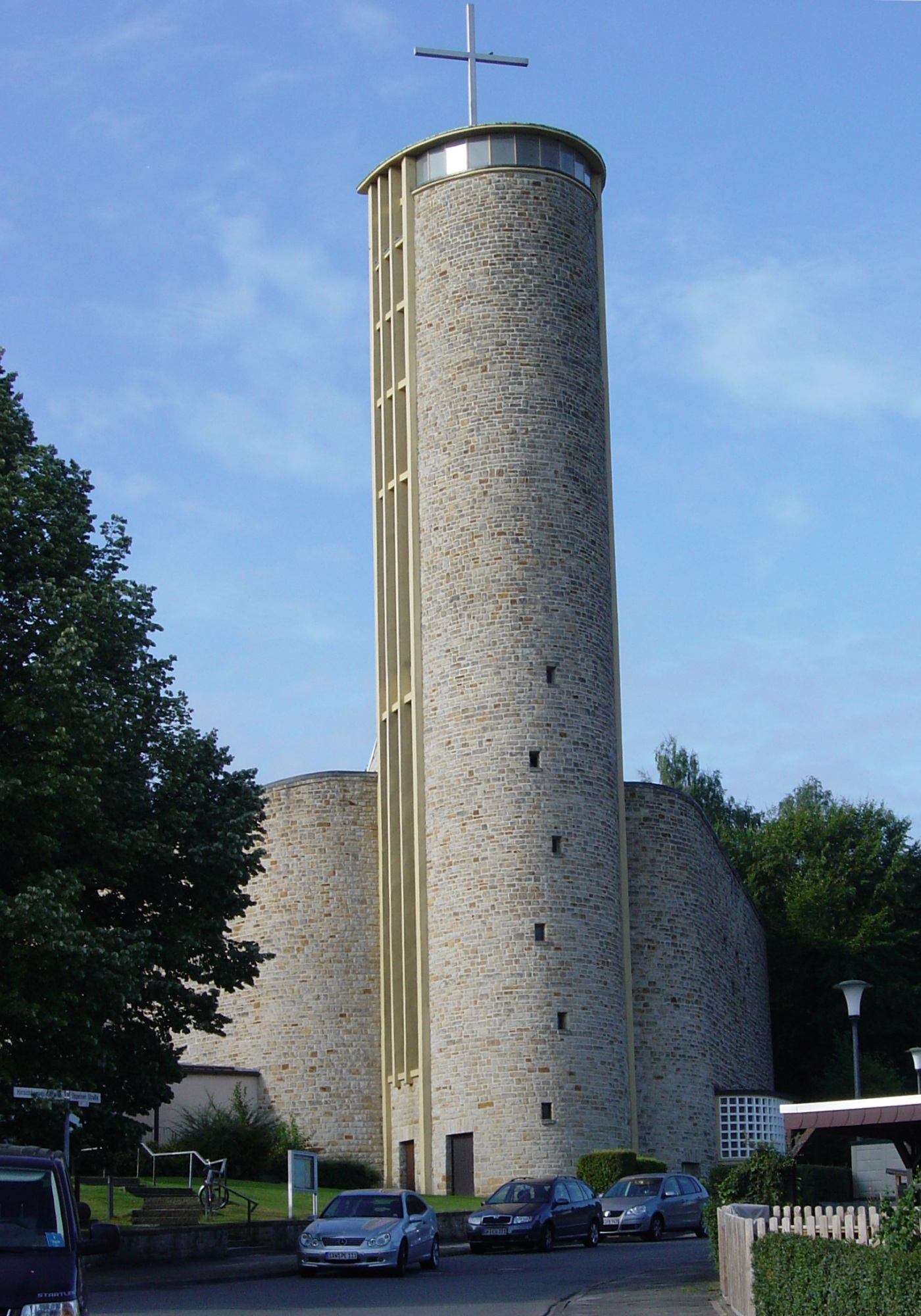
St.-Joseph-Kirche

### Kunst im Stadtbild
- Postkutsche an der Außenfassade des 1956 eröffneten Postamts Wolfsburg 4 von Horus Engels (Wolfsburg)[5] – Brandenburger Platz 22
- Mutter und Kind (1958), Brunnen mit Plastik von Peter Szaif (Wolfsburg) – Brandenburger Platz
- Geschwister (1962) von Gerhard Schreiter (Bremen) – Grundschule Wohltberg
- Lesendes Kind (2002) von Hermann Kracht (Wolfsburg) – Grundschule Wohltberg
- Solarbrunnen (2007) von Peter Fiedler (Moritzburg) und Schulkindern – Grundschule Wohltberg

### Kirchen
- Die 1956/57 durch Peter Koller an der Oppelner Straße erbaute St.-Joseph-Kirche wurde 2015 als römisch-katholische Kirche geschlossen und 2016 von der evangelischen „ChristusBrüderGemeinde“ wieder eröffnet.

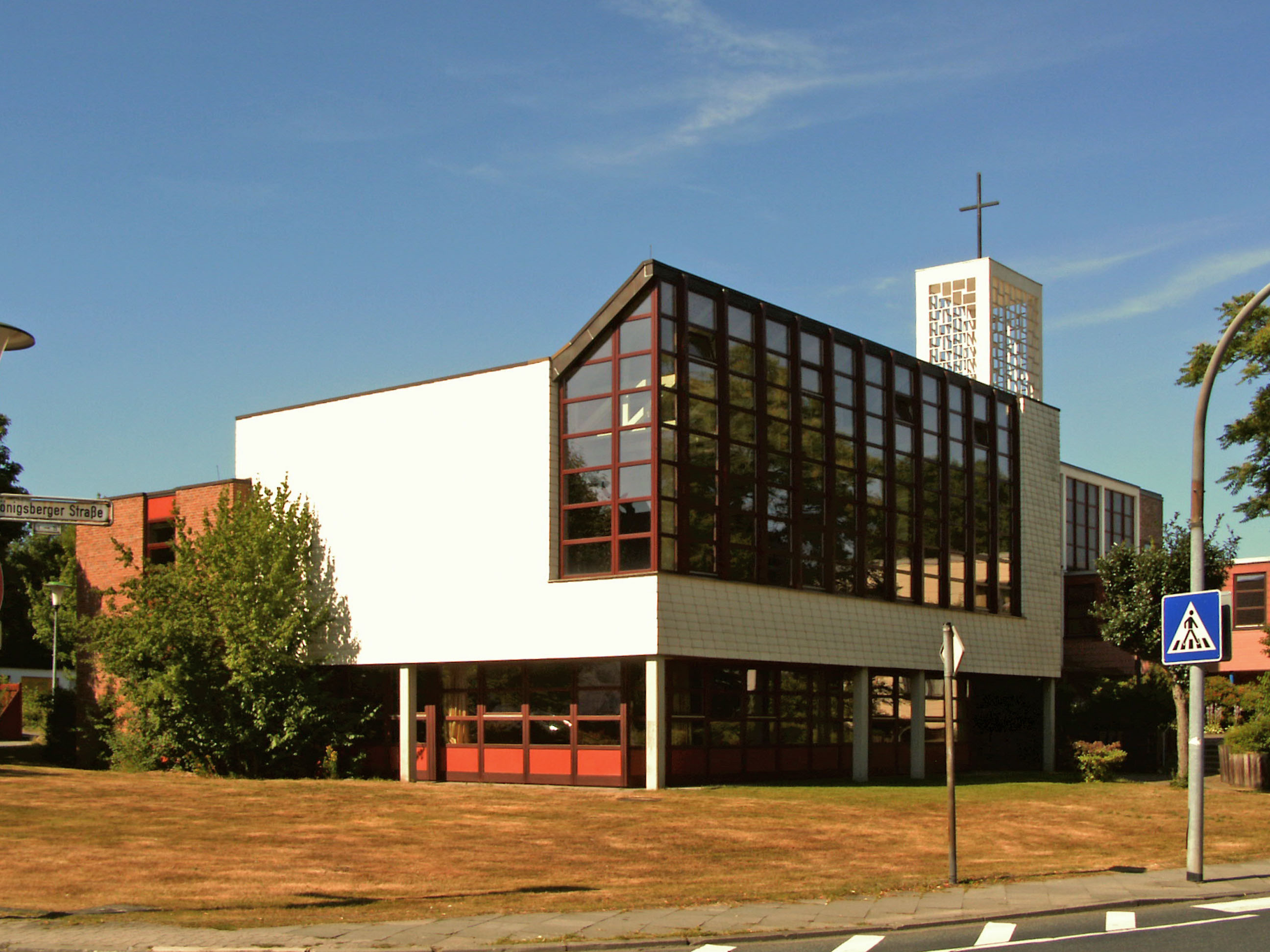
Erlöserkirche

- Erlöserkirche (baptistisch) an der Königsberger Straße.[6] 1960 durch Hans-Joachim Valentin erbaut und am 1. Oktober 1961 eingeweiht, Anbau 1981 durch Hans Hinze. Zuvor verfügte die bereits 1950 gegründete Gemeinde über eine Notkirche im Stadtteil Schillerteich.
- Königreichssaal der Zeugen Jehovas, Versammlung Wolfsburg-West, an der Schneidemühler Straße.

## Wirtschaft und Infrastruktur

### Bildung

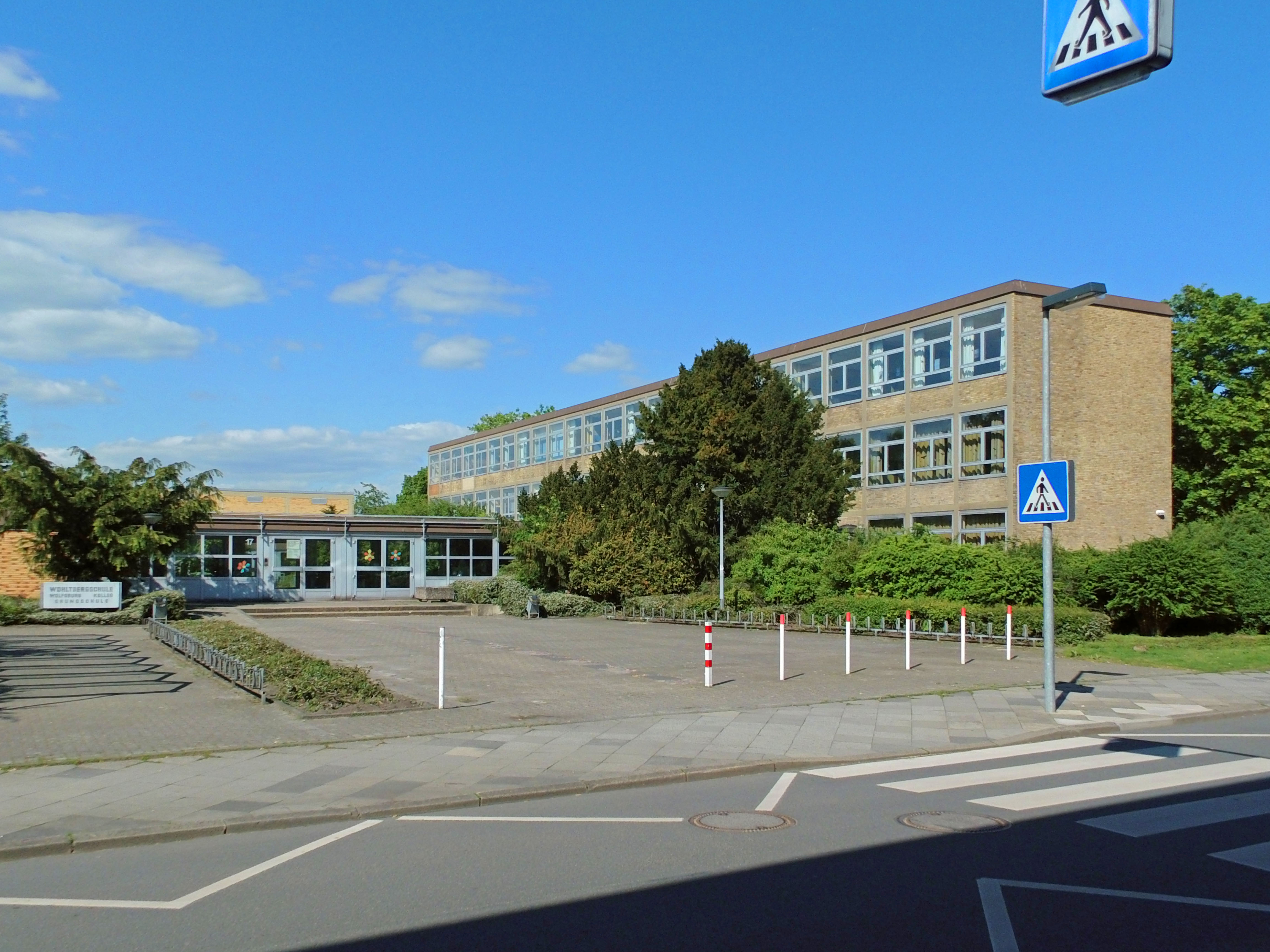
Grundschule Wohltberg

- Katholisches Kinder- und Familienzentrum St. Joseph. Die Einrichtung wurde 1957 als Kindertagesstätte St. Joseph eingeweiht.
- Grundschule Wohltberg. In der nach Plänen von Titus Taeschner erbauten Schule,[7] die zunächst als Volksschule VIII bezeichnet wurde, begann 1957 der Unterricht.
- Ehemalige Gerhart-Hauptmann-Realschule. Die 1959 eröffnete Schule wurde von 1989 bis 2022 von der Volkswagen AG für Weiterbildungszwecke genutzt.[8] Das zurzeit leerstehende Gebäude soll künftig durch das Theodor-Heuss-Gymnasium als Außenstelle für die gymnasiale Oberstufe genutzt werden.